# Adolf Ebeling (Schriftsteller)

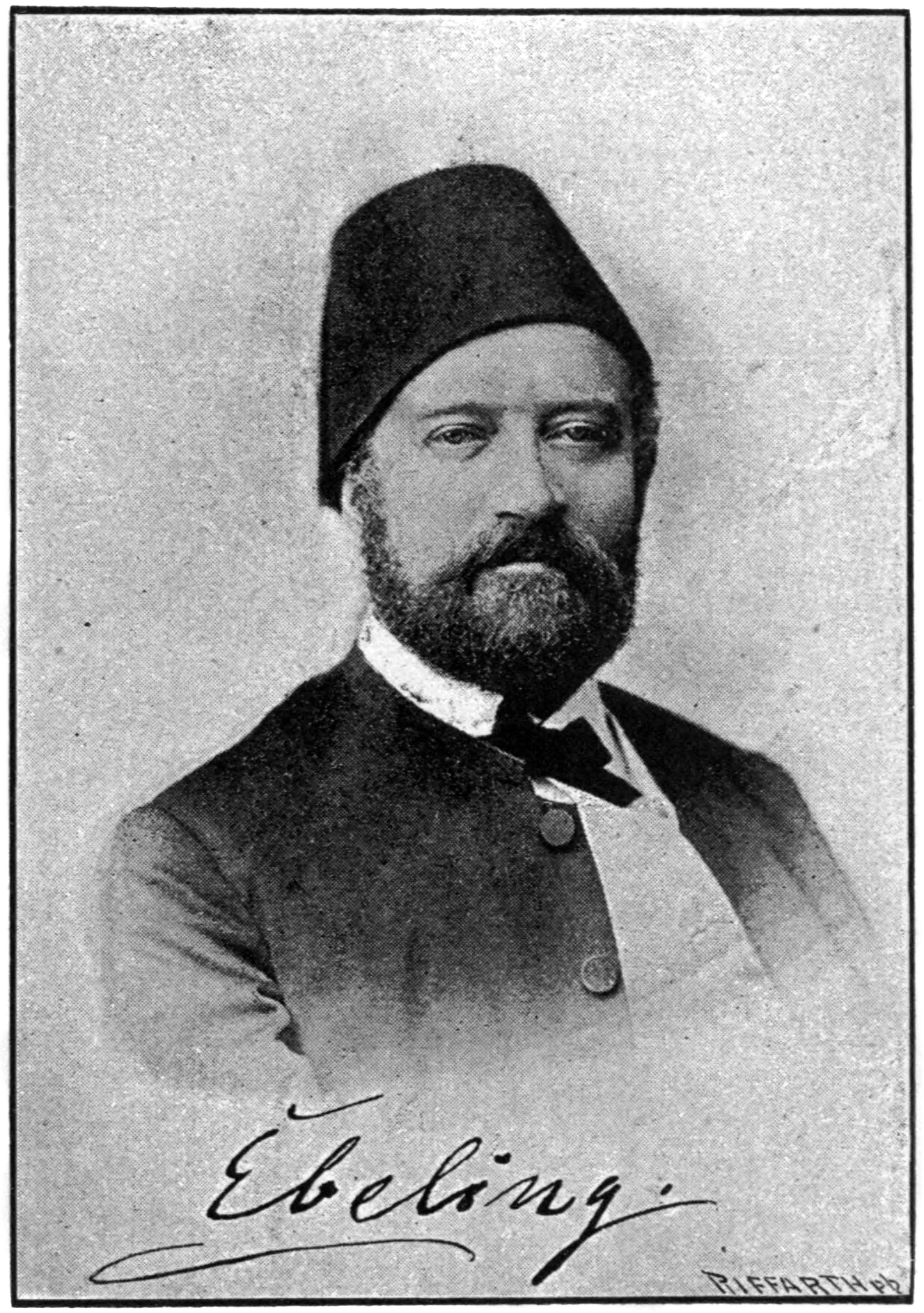
Adolf Ebeling

Adolf Heinrich Ebeling (* 24. Oktober 1827 in Hamburg; † 20. Juli 1896 in Köln) war ein deutscher Schriftsteller.

## Leben
Adolf Ebeling wurde als Sohn eines Hamburger Arztes und einer Brasilianerin geboren. Nach dem Tode seines Vaters 1833 wuchs er bei seinem Onkel auf, u. a. in Halle und Magdeburg. In Heidelberg studierte er Philosophie und wurde 1845 promoviert. Im selben Jahr veröffentlichte er seinen ersten Band Gedichte und reiste nach Brasilien, zu seinen Verwandten in Bahia. Nach seiner Rückkehr war er Lehrer in Schönberg (Mecklenburg), „von wo er, […] der Knabenschändung überwiesen, flüchtig wurde.“
1851 siedelte er nach Paris über, wo er – ausgelöst durch seine Freundschaft zu P. Jean-Joseph Chable SJ, P. Jean Baptiste Henri Lacordaire OP und Bischof Félix Dupanloup – zur katholischen Kirche konvertierte. Seinen Lebensunterhalt verdiente er als Übersetzer, als Korrespondent deutscher Zeitungen und als Hauslehrer adliger Familien. 1862 wurde er Mitglied der Pariser Universität und Professor für Deutsche Sprache und Literatur an der dortigen Handelsakademie. Seine vielgelesenen Reportagen erschienen, in sieben Jahresbänden gesammelt, unter dem Titel Lebende Bilder aus dem modernen Paris (Bachem, Köln 1863 bis 1867, 5 Bände) bzw. Neue lebende Bilder aus dem modernen Paris (Schöningh, Paderborn 1869, 2 Bände).
Beim Ausbruch des Krieges 1870 wurde Ebeling als Deutscher aus Frankreich ausgewiesen. Nach dem Frieden von Frankfurt 1871 diente er in der Verwaltung des Reichslandes Elsaß-Lothringen (Bezirk Lothringen) unter Präfekt Léonce von Könneritz in Metz, von wo er das Deutsche Künstleralbum redigierte. 1873 berief ihn der Khedive Ismail Pascha an die Militärakademie in Kairo, wo ihm zudem eine Stelle im Unterrichtsministerium übertragen wurde. 1878 kehrte er nach Deutschland zurück und lebte zunächst in Düsseldorf und schließlich in Köln.

## Werke
- Bruchstücke aus der Beschreibung einer Reise nach Brasilien (Hamburg 1849)
- Jenny, die schwedische Sängerin, Novelle (Hamburg 1850)
- Eine Mutter im Irrenhause (Bremen 1851)
- Lebende Bilder aus dem modernen Paris (Köln 1863–1867, 5 Bände)
- Vermischte Schriften (Soest 1867–1868, 2 Bände)
- Neue lebende Bilder aus dem modernen Paris (Paderborn 1869, 2 Bände)
- Regenbogen im Osten. Die Krone des Orients. Gaselen (Aachen 1868)
- Thürine. Eine bretonische Dorfgeschichte (Berlin 1871)
- Bilder aus Kairo (Stuttgart 1878, 2 Bände)
- Fürstin und Professor (Köln 1880)
- Napoleon III. und sein Hof. Denkwürdigkeiten, Erlebnisse und Erinnerungen aus der Zeit des Zweiten französischen Kaiserreichs 1851–1870 (Köln 1891–1894, 3 Bände)

### Als Herausgeber
- Deutsches Künstler-Album. Mit Beiträgen lebender Künstler und Dichter., Band V. (Düsseldorf 1872, Verlag von Breidenbach & Comp.)
- Deutsches Künstler-Album. Mit Beiträgen lebender Künstler und Dichter., Band VI. (Düsseldorf 1873, Verlag von Breidenbach & Comp.)
- Deutsches Künstler-Album. Mit Beiträgen lebender Künstler und Dichter., Band VII. (Düsseldorf 1874, Verlag von Breidenbach & Comp.)

### Als Übersetzer und Herausgeber
- Memoiren der Gräfin Rémusat (Köln 1882, 3 Bände)
- Memoiren des Fürsten Talleyrand (Köln 1891–1893, 5 Bände)